# كارو كروفورد براون
كارو كروفورد براون (بالإنجليزية: Caro Crawford Brown)‏ هي صحفية وكاتِبة أمريكية، ولدت في 25 مايو 1908 في مقاطعة أنجيلينا في الولايات المتحدة، وتوفيت في 5 أغسطس 2001 في بويرن في الولايات المتحدة.